# جيمس هيوارث دون
جيمس هِيْوارْث دون James Heyworth-Dunne ( 1322 - 1394 هـ / 1904 - 1974 م ) هو مستشرق بريطاني.
درس في لندن ، ثم سكن مصر، فتعلم في الأزهر وأشهر إسلامه. كان يحسن العامية المصرية، وكان إلى جانب ذلك يتكلم التركية والفارسية و لغة أردية.
له كتب بالإنكليزية منها: «دليل الكتب في الجزيرة العربية» و «العلاقات الدينية والسياسية في مصر الحديثة» ونشر كتبا بالعربية منها «الأوراق» للصولي وله أبحاث في «نشرة مدرسة الدراسات الشرقية والأفريقية» و «مجلة الجمعية الآسيوية الملكية».